# Schmidt-teleskop
Schmidt-teleskop, eller Schmidt-kamera, er et astronomisk teleskop (af spejlteleskop-typen) designet som et vidvinkel-teleskop med et stort synsfelt med begrænset aberration. Der findes andre lignende konstruktioner, blandt andet Wright-teleskop og Lurie-Houghton-teleskop.

## Invention og design
Schmidt-teleskopet blev opfundet af Bernhard Schmidt i 1930. Dets optiske komponenter er en nemme at fremstille og består af et sfærisk primært hulspejl, og en asfærisk korrektor linse, betegnet en korrektorplade, der er beliggende i centrum af krumningen af primærspejlet. Filmen eller andre detektorer er placeret inde i teleskopet, i det primære hulspejls fokus eller brændpunkt. Designet er kendetegnet ved at tillade et stort lysindfald (stor blændeåbning) med kontrolleret koma og astigmatisme.
Schmidt-teleskopet har et meget kraftigt buet fokuspunkt, og det kræver, at film, plader eller andre detektorer er tilsvarende buet. I nogle tilfælde er detektoren buet, i andre tilfælde er flade medier mekanisk deformeret, således at formen passer til teleskopets krumme fokuseringspunkt gennem fastspænding eller ved anvendelse af vakuum.

## Anvendelser
Schmidt-teleskopet anvendes typisk som undersøgelsesinstrument i astronomiske forskningsprogrammer, hvor en stor del af himlen skal undersøges, og hvor teleskopets vidvinklede synsfelt er fordelagtigt. Disse undersøgelser omfatter bl.a. komet- og asteroidesøgninger samt nova-patruljer.
Derudover anvendes Schmidt-teleskoper, og deraf afledte designs, ofte til sporing af satellitter.
Efter opførelsen af Brorfelde-Observatoriet i nærheden af Tølløse syd for Holbæk (indviet i 1953) blev der på observatoriets værksted bygget flere Schmidt-teleskoper, hvoraf det første blev installeret i en af observatoriets bygninger i 1966. Dette teleskop havde oprindelig en blænde på 50 cm og en spejldiameter på 75 cm. Efter flere ombygninger, har teleskopet i dag en fri blænde på 45 cm, en spejldiameter på 77 cm og er forsynet med et digitalt 2048 × 2048 pixel CCD-kamera.
I starten af 1970'erne producerede Celestron et 8-tommer Schmidt-teleskop, baseret på optagelse på fotografisk film. Teleskopet var fokusjusteret fra fabrikken og blev fremstillet af materialer med lave ekspansionskoefficienter, så det ikke senere behøvedes at få fokus justeret. De tidlige modeller krævede dog, at fotografen udskar de enkelte fotografiske filmplader i 35mm-film, og filmholderen kunne kun holde en filmplade af ad gangen. Omkring 300 Celestron Schmidt-teleskoper blev produceret.
Udover anvendelsen som teleskop, er Schmidt-systemet også blevet anvendt som linsesystem ved film- og tv-projektion. Store Schmidt-projektorer blev anvendt i biografer, mens mindre systemer blev anvendt på mindre spillesteder og til hjemmebrug.
Schmidt-teleskopet er også anvendt som satellitteleskop, blandt andet i Hipparcos-satellitten fra Europæiske Rumorganisation (1989-1993), som blev anvendt i Hipparcos Survey for at kortlægge afstanden til mere end en million stjerner med en hidtil uset nøjagtighed – i en kortlægning, som medtog 99% af alle stjerner ned til størrelsesorden 11. Det sfæriske spejl der blev anvendt i Hipparcos-teleskopet var af en så høj nøjagtighed, at hvis det blev skaleret op til størrelsen af Atlanterhavet, vil ujævnhederne på overfladen blot være omkring 10 cm høje. 
Et meget produktivt jord-baseret Schmidt-teleskop er Samuel Oschin-teleskopet på Mount Palomar-Observatoriet i Californien, og derudover anvenderLowell-Observatoriet i Arizona (USA) ligeledes et Schmidt-teleskop i efterforskningen og kortlægningen af jordnære objekter. Det største Schmidt-teleskop, der har et spejl med en diameter på 2 meter, findes på Karl Schwarzschild-Observatoriet ved Thüringer Landessternwarte Tautenburg i Tyskland.